# Omocitrato sintasi
La omocitrato sintasi è un enzima appartenente alla classe delle transferasi, che catalizza la seguente reazione:
acetil-CoA + H2O + 2-ossoglutarato ⇄ (R)-2-idrossibutano-1,2,4-tricarbossilato + CoA
L'enzima fa parte della via dell'α-amminoadipato nella sintesi della lisina, assieme alla omoaconitato idratasi (numero EC 4.2.1.36). Agisce anche con l'ossaloacetato come substrato, ma più lentamente. [2,3]. 